# London Critics’ Circle Film Award/Bester britischer Nachwuchsdarsteller
Der London Critics’ Circle Film Award für den besten britischen Nachwuchsdarsteller (im Original: Young British Performer of the Year) wurde 2009 zum ersten Mal vergeben. Von 1993 bis 2008 existierte die Kategorie beste britische Nachwuchsleistung, die an Regisseure, Drehbuchautoren, Schauspieler oder Produzenten vergeben wurde.

## Preisträger
Anmerkung: Die Preisverleihung bezieht sich immer auf Filme des vergangenen Jahres, Preisträger von 2012 wurden also für ihre Leistungen von 2011 ausgezeichnet.
| Jahr | Preisträger         | Film                                           | Nominierte |
| ---- | ------------------- | ---------------------------------------------- | --- |
| 2010 | Katie Jarvis        | Fish Tank                                      | Aaron Johnson – Nowhere Boy / Dummy Bill Milner – Sex & Drugs & Rock & Roll / Is Anybody There? George MacKay – The Boys Are Back – Zurück ins Leben Saoirse Ronan – In meinem Himmel                                                          |
| 2011 | Conor McCarron      | Neds                                           | Jessica Barden – Immer Drama um Tamara Will Poulter – Die Chroniken von Narnia: Die Reise auf der Morgenröte Saoirse Ronan – The Way Back – Der lange Weg Thomas Turgoose – The Scouting Book for Boys                                         |
| 2012 | Craig Roberts       | Submarine                                      | John Boyega – Attack the Block Jeremy Irvine – Gefährten Yasmin Paige – Submarine Saoirse Ronan – Wer ist Hanna? |
| 2013 | Tom Holland         | The Impossible                                 | Samantha Barks – Les Misérables Fady Elsayed – Mein Bruder der Teufel Will Poulter – Wild Bill Jack Reynor – What Richard Did |
| 2014 | Conner Chapman      | The Selfish Giant                              | Saoirse Ronan – Byzantium / Seelen / How I Live Now Eloise Laurence – Broken George MacKay – Breakfast with Jonny Wilkinson / For Those in Peril / How I Live Now / Make My Heart Fly – Verliebt in Edinburgh Shaun Thomas – The Selfish Giant |
| 2015 | Alex Lawther        | The Imitation Game – Ein streng geheimes Leben | Daniel Huttlestone – Into the Woods Corey McKinley – ’71 Will Poulter – Maze Runner – Die Auserwählten im Labyrinth / Plastic Saoirse Ronan – The Grand Budapest Hotel                                                                         |
| 2016 | Maisie Williams     | The Falling                                    | Asa Butterfield – X+Y Milo Parker – Mr. Holmes / Robot Overlords – Herrschaft der Maschinen Florence Pugh – The Falling Liam Walpole – The Goob                                                                                                |
| 2017 | Lewis MacDougall    | Sieben Minuten nach Mitternacht                | Ruby Barnhill – BFG – Big Friendly Giant Sennia Nanua – The Girl with All the Gifts Anya Taylor-Joy – The Witch / Das Morgan Projekt / Split Ferdia Walsh-Peelo – Sing Street                                                                  |
| 2018 | Harris Dickinson    | Beach Rats                                     | Tom Holland – Die versunkene Stadt Z / Spider-Man: Homecoming Noah Jupe – Suburbicon / Wunder / Die Macht des Bösen Dafne Keen – Logan – The Wolverine Fionn Whitehead – Dunkirk                                                               |
| 2019 | Molly Wright        | Apostasy                                       | Liv Hill – The Little Stranger / Jellyfish Noah Jupe – A Quiet Place / Holmes & Watson / That Good Night / The Titan Anya Taylor-Joy – Vollblüter / Marrowbone Fionn Whitehead – Kindeswohl                                                    |
| 2020 | Honor Swinton Byrne | The Souvenir                                   | Raffey Cassidy – Vox Lux Dean-Charles Chapman – 1917 / The King / Blinded by the Light Roman Griffin Davis – Jojo Rabbit Noah Jupe – Honey Boy / Le Mans 66 – Gegen jede Chance                                                                |
| 2021 | Bukky Bakray        | Rocks                                          | Kosar Ali – Rocks Millie Bobby Brown – Enola Holmes Conrad Khan – County Lines Molly Windsor – Make Up |
| 2022 | Woody Norman        | Come on, Come on (C’mon C’mon)                 | Max Harwood – Everybody’s Talking About Jamie Jude Hill – Belfast Emilia Jones – Coda Daniel Lamont – Nowhere Special |
| 2023 | Frankie Corio       | Aftersun                                       | Kíla Lord Cassidy – Das Wunder Catherine Clinch – The Quiet Girl (An Cailín Ciúin) Bella Ramsey – Catherine Called Birdy Alisha Weir – Roald Dahls Matilda – Das Musical                                                                       |
| 2024 | Mia McKenna-Bruce   | How to Have Sex                                | Greta Lee – Past Lives – In einem anderen Leben Vivian Oparah – Rye Lane Dominic Sessa – The Holdovers Cailee Spaeny – Priscilla |
| 2025 | Nykiya Adams        | Bird                                           | Elliott Heffernan – Blitz Raffey Cassidy – Der Brutalist / Kensuke’s Kingdom Dan Hough – Speak No Evil Alisha Weir – Abigail / Buffalo Kids / Kleine schmutzige Briefe                                                                         |